# 関市洞戸円空記念館
関市洞戸円空記念館（せきしほらどえんくうきねんかん）は、岐阜県関市にある、円空に関する博物館である。開設当初は円空記念館（山村文化資源保存伝習施設（円空記念館））と呼されていたが、2005年（平成17年）に武儀郡洞戸村が関市に編入合併したことに伴い、現在の名称に改称された。

## 施設
江戸時代前期の天台宗僧侶、円空は全国行脚の中で、隣接する高賀神社を訪れ修業を行ったとされ、円空仏の最後の作と言われている歓喜天像ほか、多数の仏像が高賀神社に奉納されており、高賀神社伝来円空作仏像群（岐阜県指定文化財）として伝わっている。これらの円空仏や同神社をはじめとする旧・洞戸村の文化財を展示する施設として創設された。洞戸村の関市編入に伴い関市円空館と円空仏を展示する施設が並立しているが、市内に所在する円空仏を定期的に展示入れ替えする同館と性格を異にしている。　

## 概要
所在地
- 〒501-2806 岐阜県関市洞戸高賀1212番地

休館日
- 月曜日、祝日の翌日、年末年始（12月29日 - 1月3日）、その他展示替え時

入館料
- 大人 200円（20名以上の団体 150円）
- 中学生以下 無料

## アクセス
- 長良川鉄道 「関駅」下車。市内巡回バスで90分、高賀神社バス停下車